# Établissements Alma
Établissements Alma war ein französischer Hersteller von Automobilen.

## Unternehmensgeschichte
Der Flugzeugingenieur Vaslin und Maurice Coquet gründeten 1926 das Unternehmen in Courbevoie und begannen mit der Produktion von Automobilen. Der Markenname lautete Alma. 1927 entstanden etwa zwölf Fahrzeuge. 1927 oder 1929 endete die Produktion.

## Fahrzeuge
Das einzige Modell Six war mit einem Sechszylindermotor mit 1640 cm³ Hubraum und OHV-Ventilsteuerung ausgestattet. Besonderheit war, dass pro Zylinder zwei Einlassventile montiert waren, von denen aber bei niedrigen Tourenzahlen nur eines in Betrieb war. Später verfügte der Motor über 1850 cm³ Hubraum. Unter anderem gab es die Karosserieform Coupé.